# Харджоатмоджо, Игнатий Сухарио
Игна́тий Суха́рио Харджоатмо́джо (индон. Ignatius Suharyo Hardjoatmodjo; род. 9 июля 1950, Джакарта, Индонезия) — индонезийский кардинал. Архиепископ Семаранга с 21 апреля 1997 по 25 июля 2009. Военный ординарий Индонезии со 2 января 2006. Коадъютор архиепископа Джакарты с 25 июля 2009 по 28 июня 2010. Архиепископ Джакарты с 28 июня 2010. Кардинал-священник с титулом церкви Спирито-Санто-алла-Феррателла с 5 октября 2019.

## Биография
Игнатий Сухарио Харджоатмоджо родился 9 июля 1950 года в Джакарте, Индонезия. В 1968 году окончил начальную семинарию под городом Магелангом, после чего обучался в католическом университете Саната Дхарма в Джокьякарте, который закончил в 1971 году. 26 января 1976 года он был рукоположён в священника.
21 апреля 1997 года Римский папа Иоанн Павел II назначил Игнатия Сухарио Харджоатмоджо архиепископом Семаранга. 22 августа 1997 года он был рукоположён в епископа кардиналом Юлием Дармаатмадджа в сослужении с апостольским нунцием в Индонезии архиепископом Пьетро Самби и епископом Кетапанга Блазием Пуджорахарджа.
Будучи архиепископом Семаранга, Игнатий Сухарио Харджоатмоджо также был ординарием военного ординариата Индонезии со 2 января 2006 года, и продолжает сохранять его, когда он был назначен вспомогательным епископом архиепархии Джакарты.
28 июня 2010 года Римский папа Бенедикт XVI назначил Игнатия Сухарио Харджоатмоджо архиепископом Джакарты.

## Кардинал
1 сентября 2019 года Папа Франциск, во время чтения Angelus объявил о возведении в кардиналы 13 прелатов, среди них монсеньор Игнатий Сухарио Харджоатмоджо.